# 黑头角雉
黑头角雉（学名Tragopan melanocephalus），是一种中等体型、颜色艳丽的角雉，生活在喜马拉雅山西北部。该种数量十分稀少，在中国只有西藏西部地区可以发现少量，是中国国家一级保护动物。

## 特征
雄鸟体型较大，长55-60厘米，体重1.8-2.2公斤，羽毛基色为较深的灰色或黑色，身体两侧和脖子为红色，并带有白斑。喉部裸露，为蓝色，头部裸皮鲜红色，虹膜为棕色，嘴为黑色，脚为粉红或灰色。雌鸟体型较小，长48-50厘米，体重1.3-1.4公斤，羽毛颜色为褐灰色，并带有黑色斑纹。

## 分布与栖息地
主要生活在喜马拉雅山脉西段的巴基斯坦和印度北部，在中国分布于西藏阿里地区狮泉河流域。栖息于海拔2400-3600米的温带林区，冬天下降到2000-2800米的针叶林与阔叶林区。

## 习性
主要以树叶嫩、根茎、种子等为食。 有时也吃昆虫和其他无脊椎动物。
与其他角雉相似，雄鸟喜欢炫耀其外表，并有蓝色的肉质角。其遇到危险时会发出waa——waa的叫声。交配季节为每年五到六月。在低处树洞里筑巢。